# Віленське воєводство
Ця стаття про воєводство Великого князівства Литовського. Віленське воєводство також було частиною Польської Республіки в 1923—1939 роках.
Віленське воєводство ВКЛ (лат. Palatinatus Vilnensis, лит. Vilniaus vaivadija, біл. Віленскае ваяводзтва, пол. województwo wileńskie) — одне з воєводств Великого князівства Литовського, що було утворене 1413 року на базі Литовського князівства та сусідніх земель.
Перестало існувати після окупації Російською імперією у 1795 році.

## Адміністративний поділ
Воєводство складалося з Віленського, Вілкомирського, Браславського, Ошмянського і Лідського повітів.